# Prieuré de la Jaillette
Le prieuré de la Jaillette est un prieuré situé à Louvaines, en France.

## Localisation
Le prieuré est situé dans le département français de Maine-et-Loire, sur la commune de Louvaines.

## Historique
Fondé en 1194 par le chevalier Geoffroy Ostoir (Ostorius) de retour de la troisième croisade, il est donné aux moines augustins de l'abbaye du Mélinais près de la Flèche. Ceux-ci y envoient 6 moines pour commencer la construction.
Fidèle aux règles en vigueur, le prieuré rassemble un lieu de culte, un local pour les moines, dispose d'un acte de fondation écrit, et d'un prieur pour diriger la communauté. Particularité du bâtiment: il est construit sur le plan classique d'une abbaye cistercienne, l'église formant l'aile nord, la salle du chapitre surmontée du dortoir à l'est, le réfectoire et cuisine au sud, un grand mur pour fermer le côté ouest.
Au centre un cloître avec quatre travées. Cette disposition très atypique pour un prieuré explique pourquoi le site est communément appelé "abbaye de la Jaillette".
Vers le milieu du XVe siècle, la baisse des vocations entraîne une diminution de la population monastique. L'abbaye du Mélinais rappelle alors les quelques moines qui restent et envoie à leur place un régisseur civil, l'abbé assumant le rôle de prieur.
Ce régisseur fait modifier l'aile sud en construisant un étage au-dessus du réfectoire, ajoutant sur la façade une tour de défense abritant l'escalier à vis.
Quand Henri IV entreprend de fonder le collège royal de la Flèche, et demande aux jésuites d'y assurer la formation des élèves, il négocie avec le pape l'attribution à cet ordre enseignant des ressources de prieurés et abbayes du voisinage ; l'abbaye du Mélinais en fait partie, et le prieuré de la Jaillette avec.
Les Jésuites en restent propriétaires jusqu'à leur expulsion en 1762, leurs biens passant au Pères de la Doctrine Chrétienne.
A la révolution le prieuré est réquisitionné, l'église récupérée par la commune et le reste vendu comme bien national. Un mur séparant les deux propriétés est construit dans le cloître, utilisant comme matériaux les pierres des arcades, colonnes, bahut...
Racheté par l'ancien maître fermier, il devient une exploitation agricole, sans bénéficier de programme de restauration. En 1971 André Sarazin s'alarme de son état et y consacre un chapitre de son livre "Pierres qui meurent en Anjou".
Le bâtiment est racheté en 2000 par des particuliers qui le restaurent depuis.
L'édifice (église et prieuré) est inscrit à l'Inventaire Supplémentaire des Monuments Historiques.

## Description
Geoffroy Ostoir, d'une famille de nobliaux dépendant des Seigneurs de Roche d'Iré, était propriétaire d'une petite chapelle romane du XIe siècle bâtie sur leur territoire; elle est la partie la plus ancienne de l'église actuelle, agrandie par les moines lors de la construction du monastère.
Malgré les transformations réalisées après la révolution pour isoler l'église du prieuré, on voit encore très nettement les entrées du cloître, la porte de la sacristie et on devine l'arche de l'ouverture qui conduisait vers l'escalier des matines pour atteindre le dortoir.
Le côté est est occupé par la salle du chapitre, autrefois couverte de fresques dont il reste quelques fragments. Les sondages archéologiques ont montré la présence de 6 tombes dans la pièce, ainsi qu'une dans la travée du cloître. A l'étage le dortoir et la chambre du prieur accessibles par un escalier en grosses pierres .
Au sud le manoir du régisseur, élévation de style renaissance à l'origine (on voit encore deux fenêtres à cous-sièges au premier étage), modifiée au XVIIIe.
A l'ouest, côté en principe réservé pour les convers, un grand mur. Aucun bâtiment ne semble avoir été construit, les convers ayant probablement créé le hameau pour y résider.
Le cloître occupe l'espace central. Démonté en partie après la vente comme bien national, il conserve néanmoins une travée presque complète et un retour. Grâce au démontage de certains murs entrepris depuis 2000, de nombreux éléments de structure ont été récupérés. Ils sont replacés autant que possible dans les parties restaurées.
Ce cloître est un des trois exemplaires romans subsistants dans les Pays de la Loire, avec celui de l’hôpital Saint Jean à Angers et les arches de la Préfecture du Maine et Loire.

Détails de l'édifice
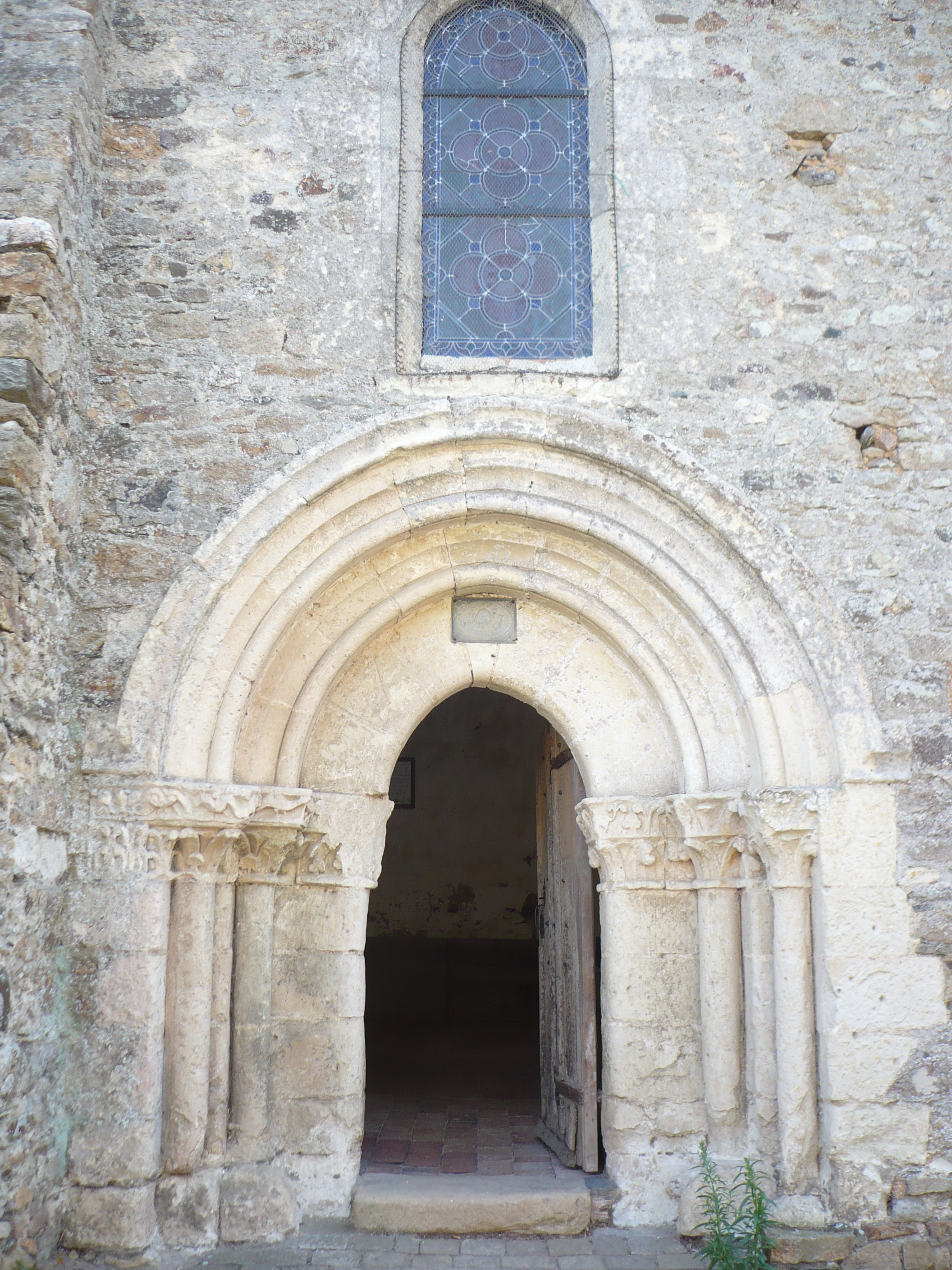
Porte des fidèles.
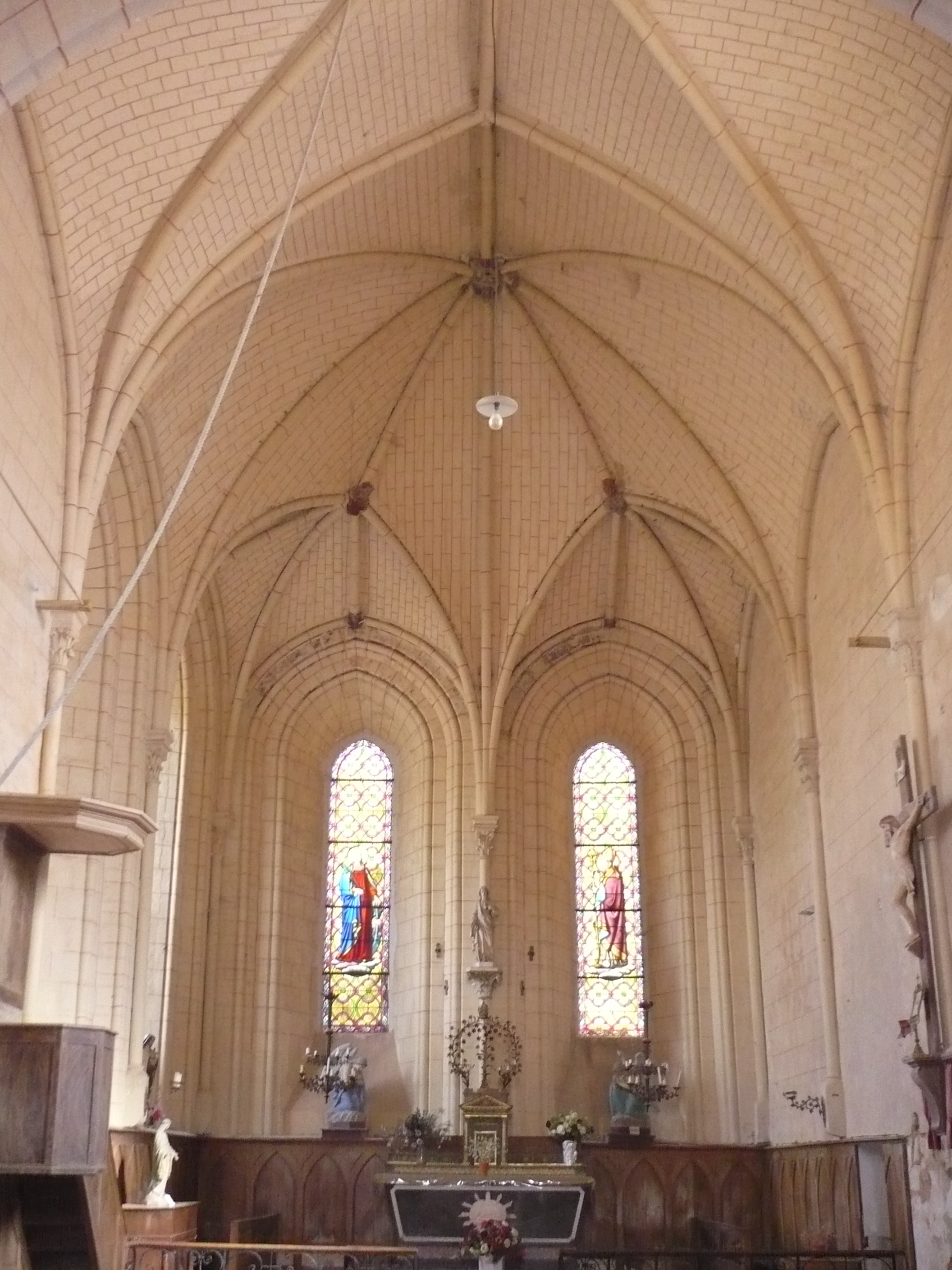
Vue intérieur de l'église.
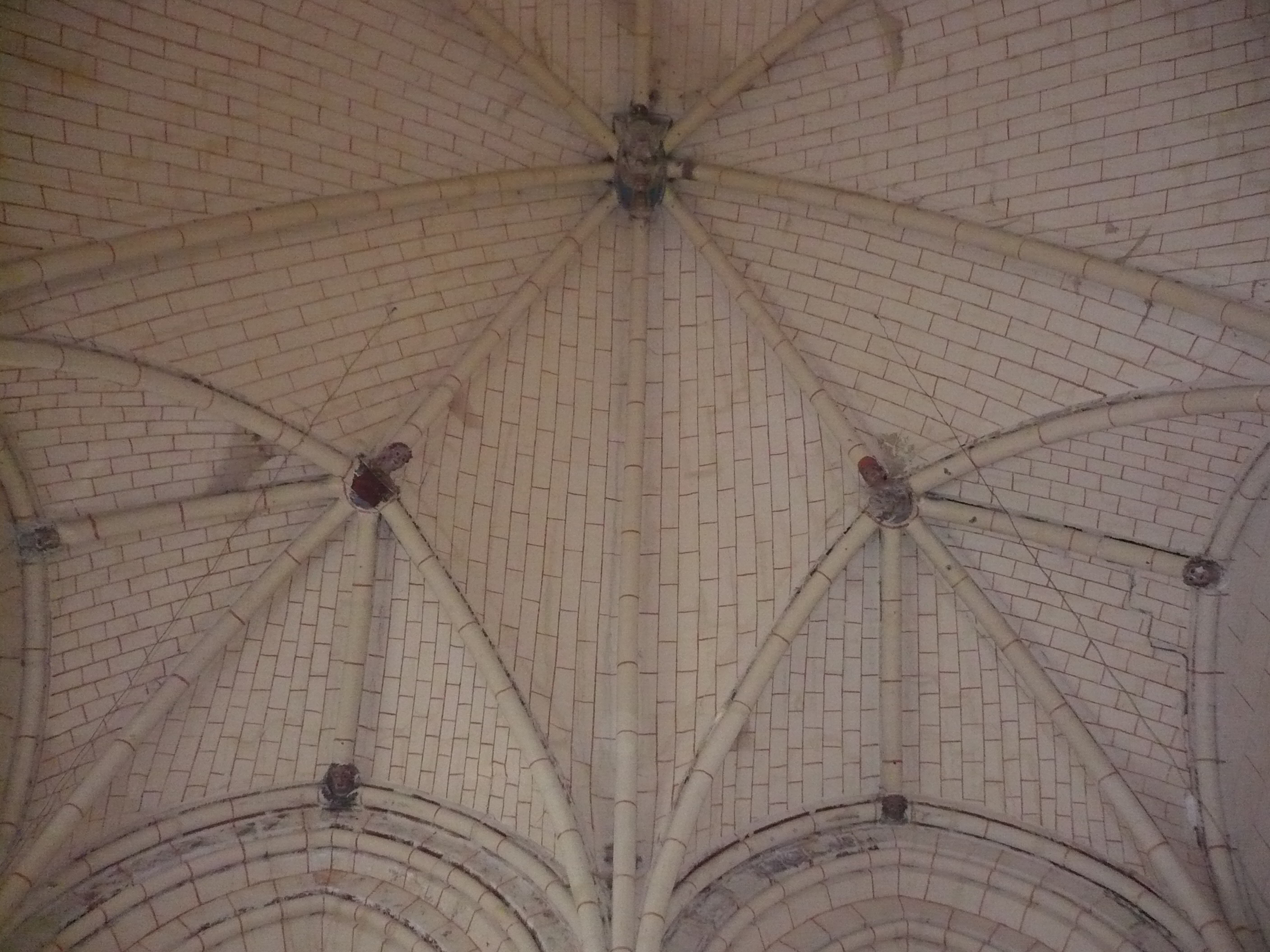
Détail des voûtes gothiques du chœur.
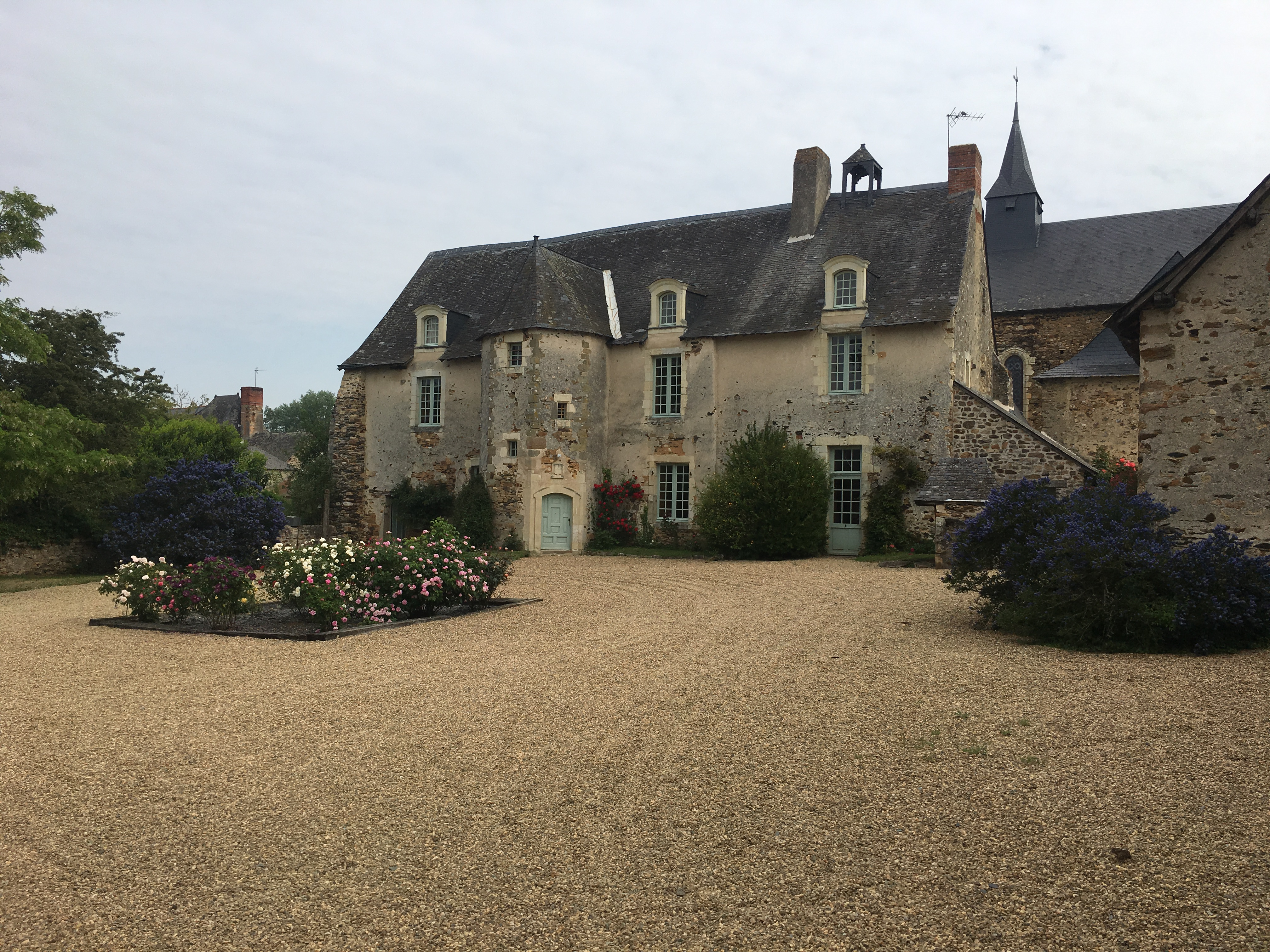
Façade sud du prieuré, un manoir fortifié construit au-dessus du rez de chaussée des moines, à l'origine réfectoire, chauffoir et cuisine
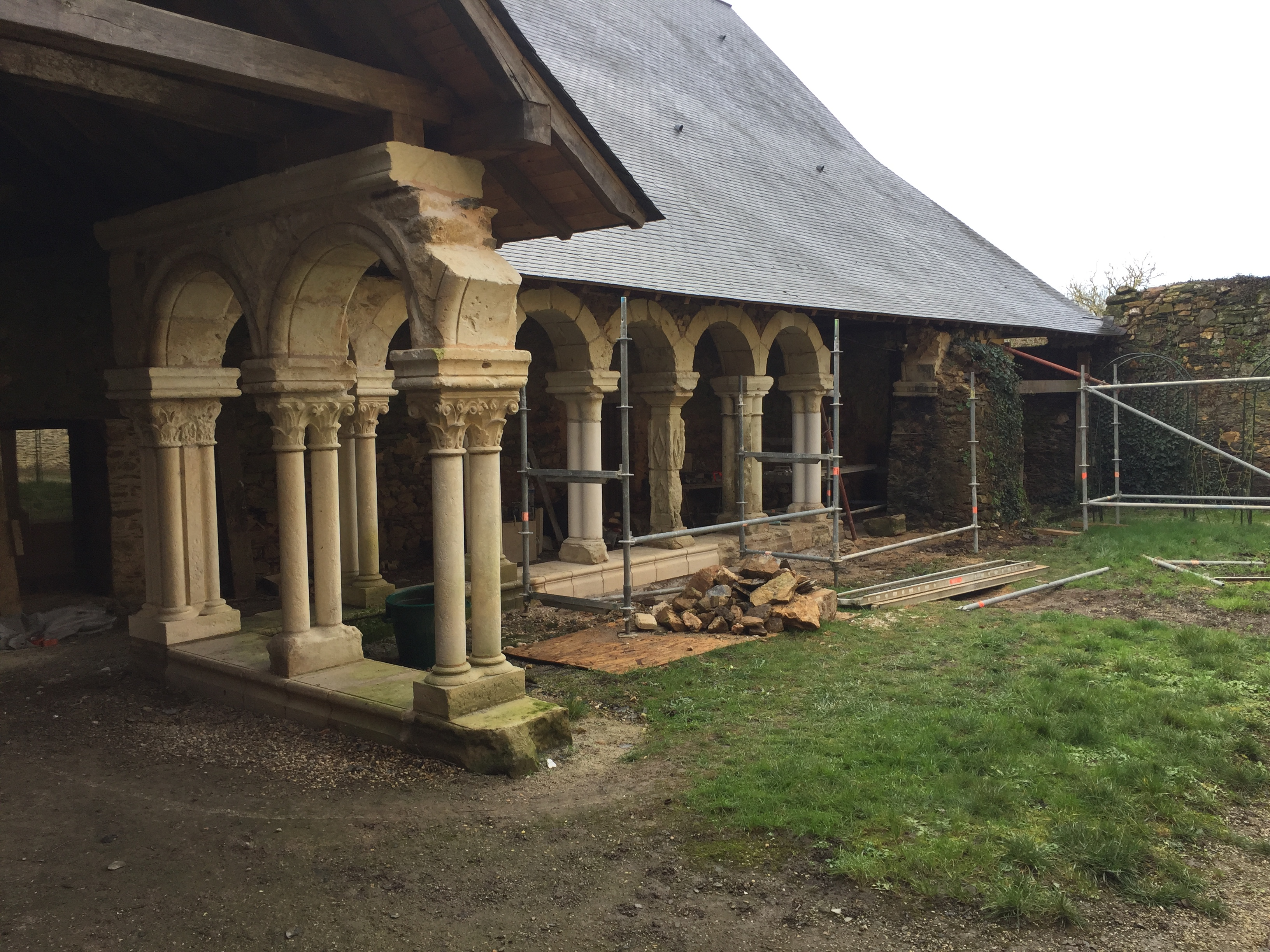
Reste de la travée Est, et remontage de la travée Sud
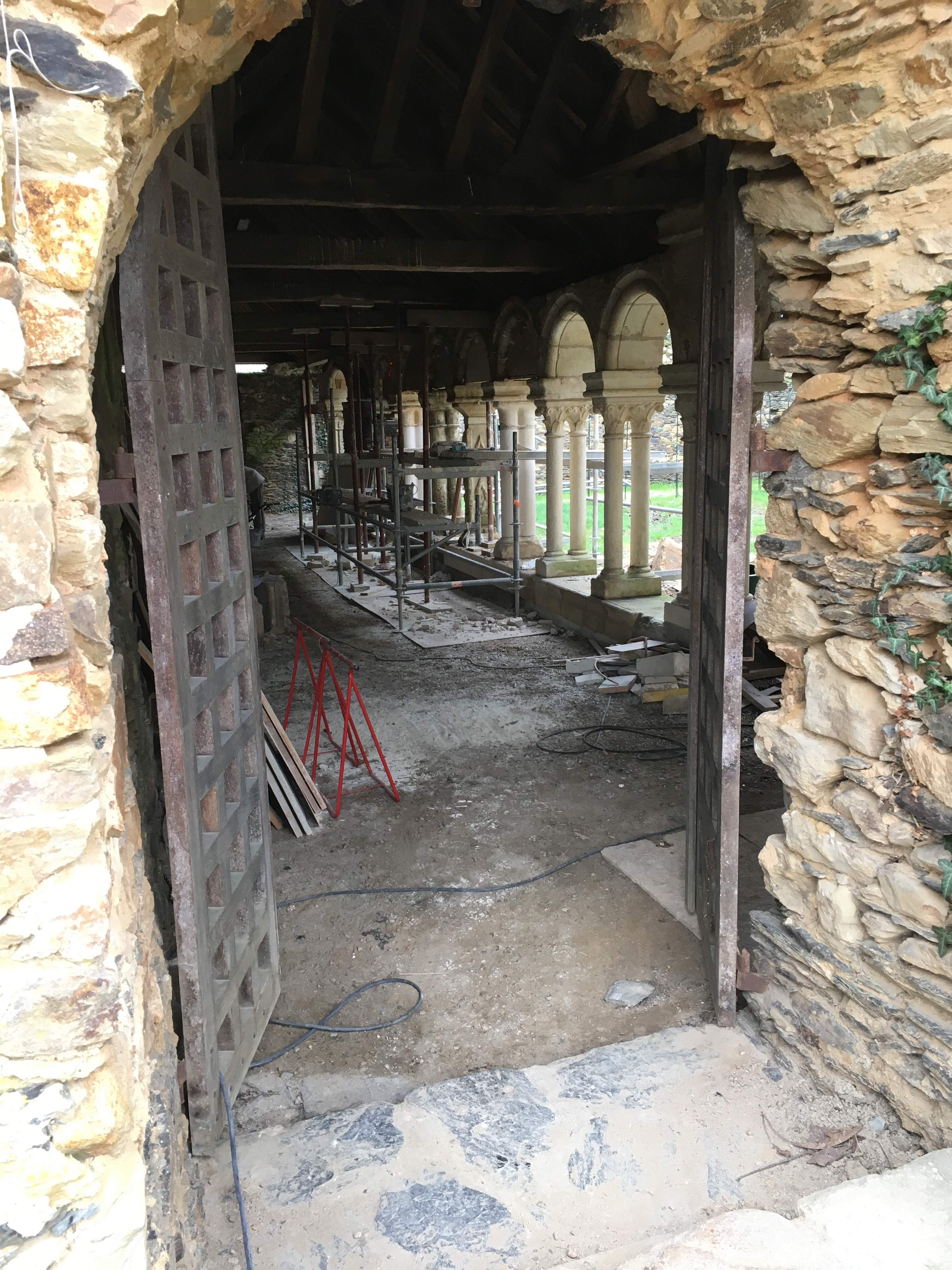
Travée sud du cloître en cours de remontage, vue de la porte sur jardin
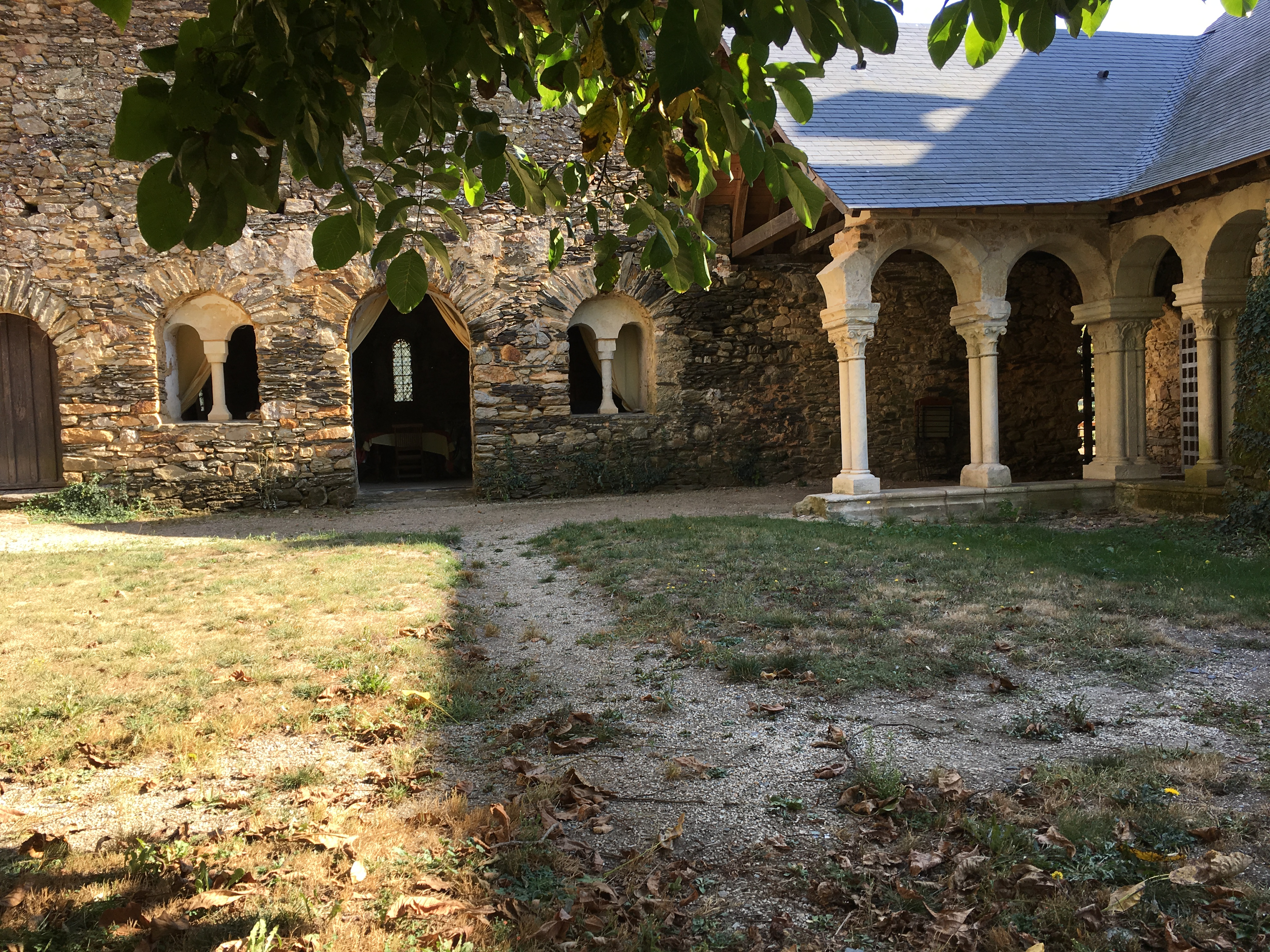
Reste de la travée Est, porte d'accès au dortoir des moines, et salle capitulaire
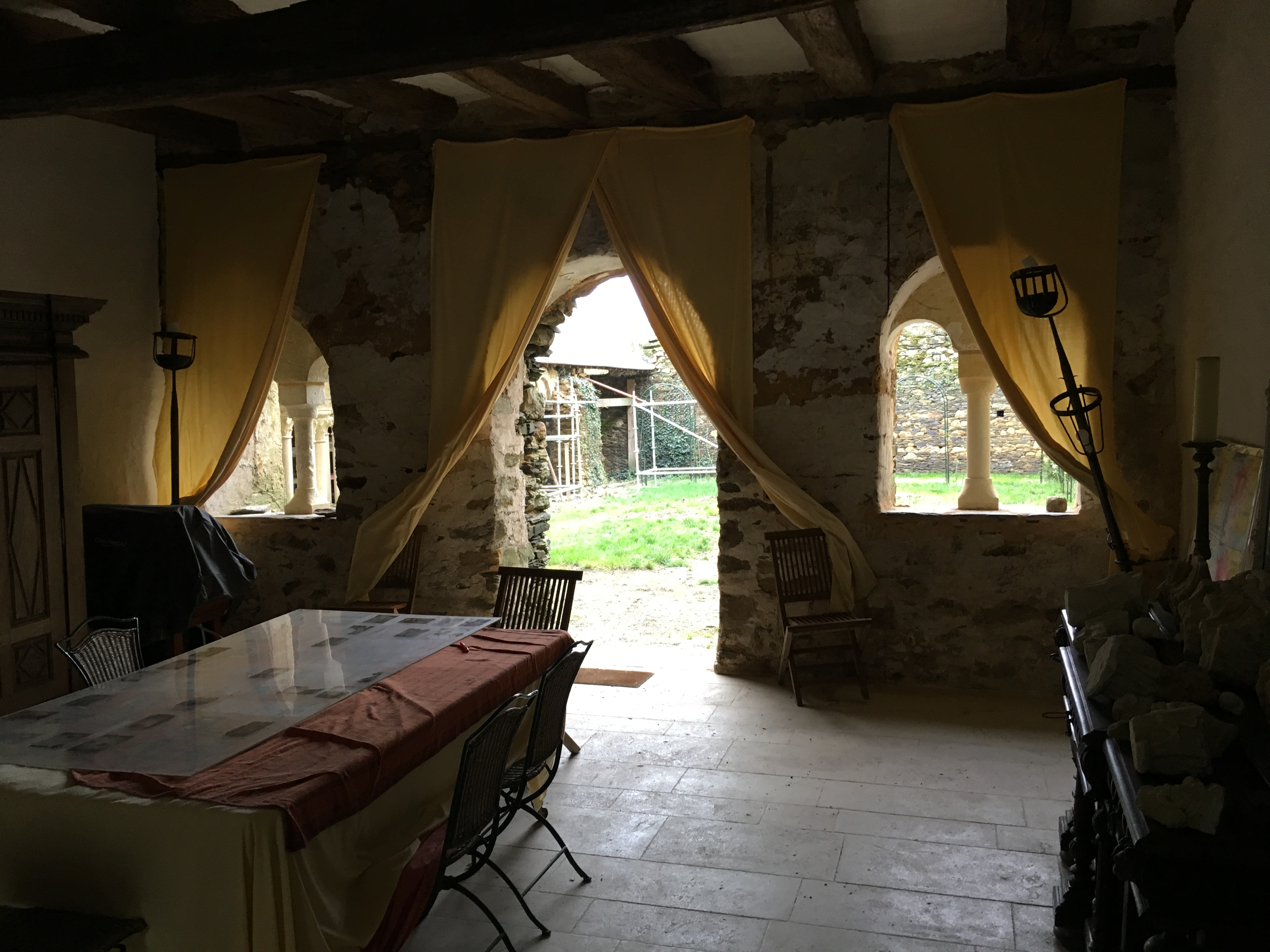

A l'intérieur de l'église, des peintures murales romanes recensées par Christian Davy dans son ouvrage sur les peintures murales romanes en Anjou, et d'autres plus récentes datées du XVIeme. 

Vestiges des fresques du XVIe
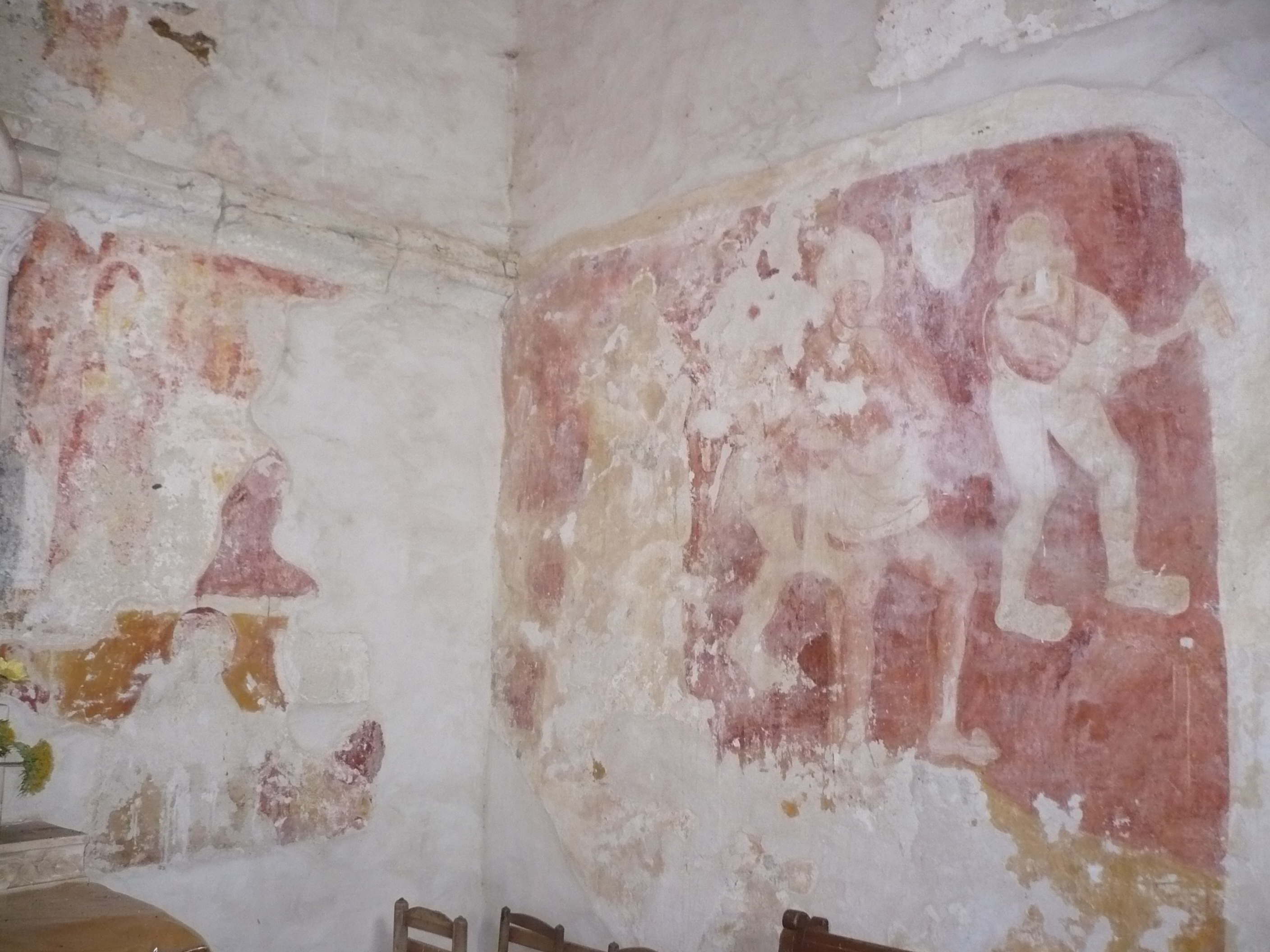
Vue générale des fresques de l'église.
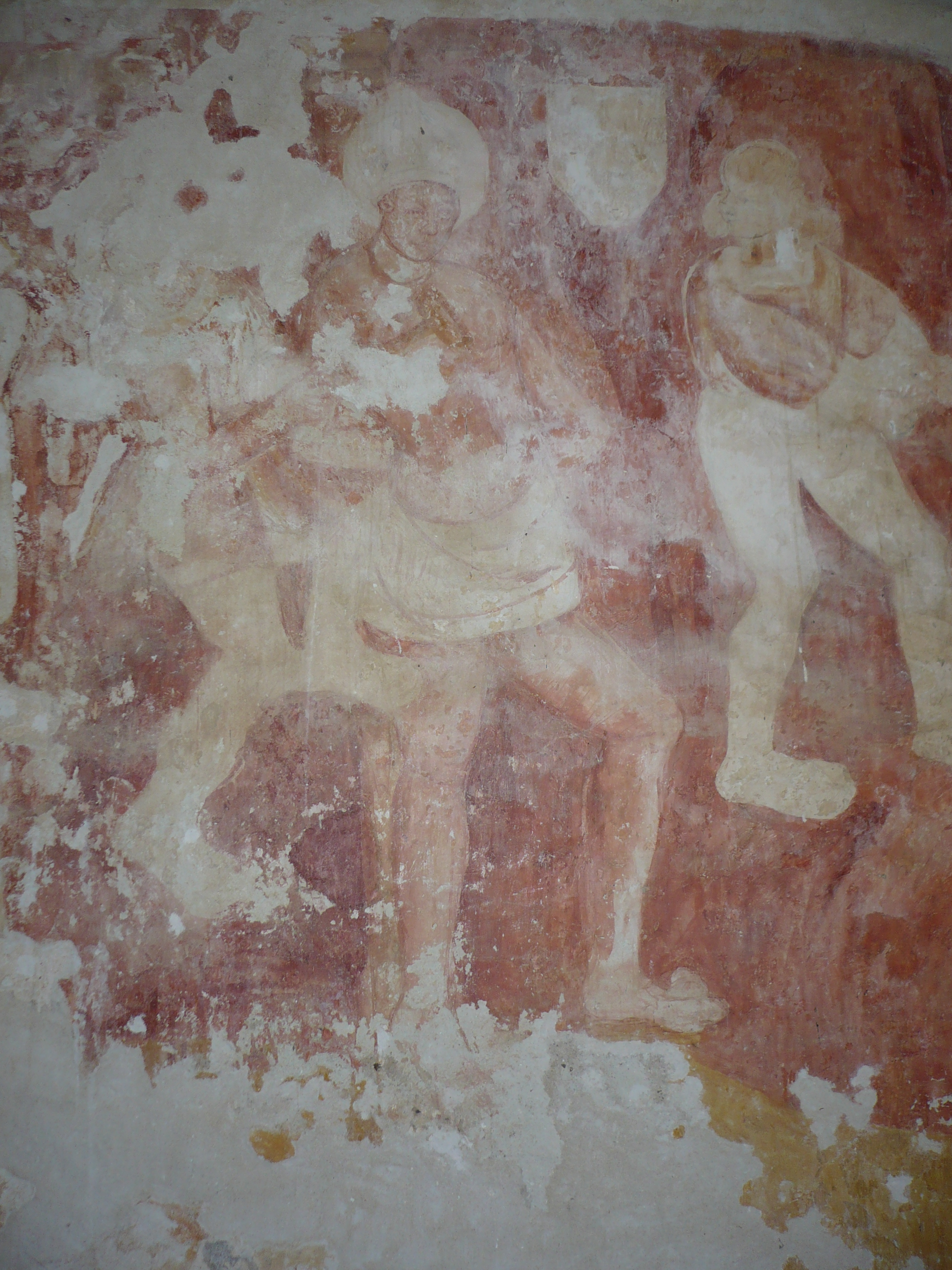
Détail des fresques.
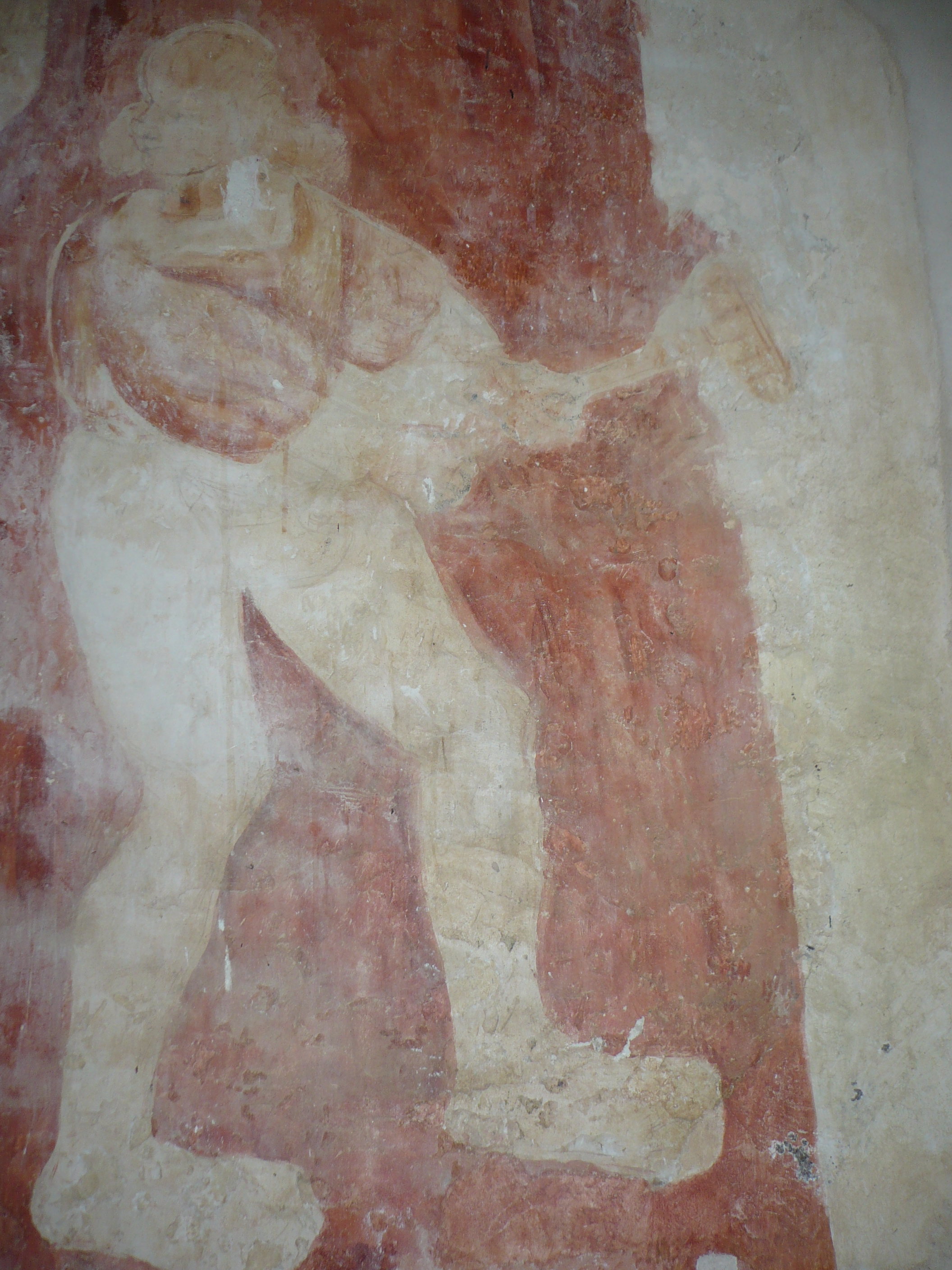
Détail du martyre de saint Blaise.